# Phalloceros tupinamba
Espèce
Phalloceros tupinamba est une espèce de poissons du genre Phalloceros et de la famille des Poeciliidae.